# Abamza
Abamza (ros. Абамза) – wieś (dieriewnia) w Rosji, w Czuwaszji, w rejonie batyriewskim. W 2010 liczyła 503 mieszkańców.